# Holm Paakjær
Holm Paakjær er en aarhusiansk folk-duo, der består af Bjarke Holm og Jeppe Paakjær.
Den Aarhus-baserede folk duo holder gang i folk-musik-traditionen, med stor inspiration hentet hos den amerikanske folk-bevægelse i 60’erne. 
De spiller originale kompositioner på både dansk og engelsk, arrangeret for to guitarer og flerstemmig sang, ofte krydret med mundharpe, melodika og fløjten. 

## Historie
Bandet blev stiftet i slutningen af 2017. De spillede deres første koncert i 2018 på Det Kristne Gymnasium i Ringkøbing, hvor de begge har gået. Sidenhen er det blevet til koncerter påvKulturmødet Mors (2018), Morsø Gymnasium (2019), Emergenza Festival 2020 (herunder HeadQuarters og RADAR), Vineyard Festival 2021.

## Diskografi

### Singler
- Withered Leaf (2019)
- Glass and Light (2021)